# Ivica Grlić
 (mai 2020).
Ivica Grlić, né le 6 août 1975 à Munich en Allemagne, est un footballeur professionnel et entraîneur bosnien qui évoluait au poste de milieu de terrain en équipe nationale bosnienne.
Grlić est reconnu comme un spécialiste des coups de pied arrêtés, grâce auxquels il a marqué de nombreux buts.
En 2007, il annonce se retirer du football international, refusant à compter de ce jour toute sélection en équipe nationale.
Après l'arrêt de sa carrière en 2011, il devient directeur sportif du MSV Duisbourg lors de la saison 2011-2012, puis est intronisé entraîneur pour la saison 2012-2013. Après deux défaites en deux matchs, il est remplacé sur le banc par Kosta Runjaic.

## Palmarès
- MSV Duisbourg
  - Finaliste de la Coupe d'Allemagne : 2011